# Сплугета (Сондрио)
Сплугета је насеље у Италији у округу Сондрио, региону Ломбардија.
Према процени из 2011. у насељу је живело 5 становника. Насеље се налази на надморској висини од 1361 м.